# Maschane melini
Maschane melini är en fjärilsart som beskrevs av Felix Bryk 1953. Maschane melini ingår i släktet Maschane och familjen tandspinnare. Inga underarter finns listade i Catalogue of Life.